# Zimmerwald
Zimmerwald är huvudorten i kommunen Wald i kantonen Bern, Schweiz. 
Tidigare var Zimmerwald en egen kommun, men 1 januari 2004 bildades kommunen Wald genom en sammanslagning av kommunerna Englisberg och Zimmerwald.

## Historia
Zimmerwald gjorde sig känt genom Zimmerwaldkonferensen som hölls mellan 5 och 8 september 1915 och var sammankallad av Robert Grimm från Bern. Konferensen samlade framträdande socialister från hela Europa, bland annat Leo Trotskij och Vladimir Lenin. Den internationella arbetarrörelsen kom att splittras på grund av konferensen mellan reformistiska socialister och revolutionära dito.
Närvarande vid konferensen från Sverige var  Zeth Höglund och Ture Nerman. Zimmerwaldkonferensen kom att inspirera det socialdemokratiska ungdomsförbundet (SDUF) i Sverige att anordna en liknande konferens, Arbetarfredskongressen